# خواکین (بازیکن فوتبال، زاده ۱۹۵۶)
خواکین (انگلیسی: Joaquín؛ زادهٔ ۹ ژوئن ۱۹۵۶) بازیکن فوتبال اهل اسپانیا است.
از باشگاه‌هایی که در آن بازی کرده‌است می‌توان به باشگاه فوتبال اسپورتینگ خیخون اشاره کرد.
وی همچنین در تیم‌های ملی فوتبال زیر ۲۱ سال اسپانیا، زیر ۲۳ سال اسپانیا، Spain national amateur football team، اسپانیا، و ساحلی اسپانیا بازی کرده‌است.